# 間接侵略
間接侵略（かんせつしんりゃく、英: Indirect aggression, Indirect invasion）は、軍事学では国内において外国の関与の下に引き起こされる反乱、内戦、革命などを指す。すなわち反乱分子の扇動が間接侵略である。

## 定義
侵略の概念には国際政治学的な定義も与えられているが、軍事学的な定義としては武力を用いた先制攻撃であり、さらに直接侵略と間接侵略に分類して考えられる。

間接侵略は事実上、外国の指導・教唆・干渉などにより内敵が引き起こす国内での武力行使であり、反乱、内戦、革命、反革命、民族解放などの形態をとる。すなわち間接侵略は直接侵略とは異なりその主体が国家ではない場合がほとんどであるために、侵略の定義とは大きくことなる概念である。
国際法上の侵略の定義に間接侵略の概念が含まれなかった理由としては、間接侵略が非常に多様な形態をとることがもっとも大きな点であり、軍事力が持つ多様な運用方式にその原因がある。
しかし反乱や革命を間接侵略方式として侵略概念に含むことは、一般的に認識されていることもあり、また侵略に用いられる手段を正規の軍事力にのみ限定することは現実を反映せず妥当ではないと考えられているため、軍事学においては不整合ではない。
さらに間接侵略によって発生する事態を治安問題とするか、侵略行為とするかについては、認定の問題である。
また1961年4月の衆議院内閣委員会における政府委員答弁によると、「間接侵略とは、一または二以上の外国の教唆または干渉による大規模な内乱または騒擾である」と定義されている。

## 概要
間接侵略は外敵としての国家によって行われる場合、その武力行使の主体は主に内敵であり、通常では国内における反政府勢力や国内に在住する外国人である。また軍隊や警察などの国家の武装組織もクーデターなどによって内敵となりうる。
しかしながら間接侵略の実質的な主体は通常ほとんど軍事力を持たないために、その主要な戦闘方式はゲリラ攻撃やテロ攻撃、破壊活動などの非在来型となる。そのために間接侵略は治安紊乱との区別が非常に困難である場合が多く、しばしば認定問題となる。間接侵略は非常に秘匿性が高いためにその行為の内容や行為主体の特定が難しい。
情報戦や心理戦、情報戦における浸透戦術も間接侵略に該当する。

## 方式

### ゲリラ・コマンド
直接侵略は大規模な軍事力を以って敵の領域に陸路・海路・空路を用いて進攻し、攻撃することであるが、一方で間接侵略では小規模な軍事力を以ってゲリラ・コマンド方式の陸路を用いた隠密性の高い攻撃が行われる。これは侵略対象の国家が有する作戦部隊、軍事施設などの軍事目標に対して実行されるものであるが、一撃離脱を戦闘教義とする小規模かつ一時的な攻撃に限られる。

### 内部侵略の支援
内部侵略とは自主的な反政府勢力による武力行使を言う。これは外国の間接侵略として利用する軍事的な価値が非常に高い。まず間接侵略ということが秘匿することができる利点がある。間接侵略の事実が判明することが政治的な不利益になる場合は、限定的な援助や支援に留めておけば国内外からの非難を回避することも可能である。
ただし内部侵略と間接侵略は異なる概念ながらも非常に定義が類似しており、その区別はしばしば難しい。一般的に、限定的な政治的・経済的・軍事的援助に留まっており、その侵略行為の主体が内敵にある場合は、内部侵略であると考えられるが、侵略行為の計画指導という主体性の強い支援を行う場合は、事実上それは間接侵略であると考えられる。

### 直接侵略との併用
間接侵略は直接侵略と様々な方式で併用される場合がある。これは間接侵略が軽度の財務的負担で実行可能な侵略行為であるものの、成功するかどうかについては不確実性が高いためである。間接侵略・直接侵略の併用方式としては、直接侵略先行・間接侵略先行・直間同行の三種類に大別される。
直接侵略先行の方式は、直接侵略を実行する過程で間接侵略も開始する複合方式と直接侵略から間接侵略に転換する転換方式があり、具体的には国共内戦の中共やキューバ革命のカストロ派などが実践した。
間接侵略先行の方式にも、間接侵略を実行する過程で直接侵略を開始する複合方式と間接侵略から直接侵略に転換する転換方式があり、具体的にはベトナム戦争の北ベトナムなどが実践した。
直間同行の方式には直接侵略と間接侵略を同時期に開始して同時進行する複合方式と、同時期に直接侵略と間接侵略を開始するが、途中で間接侵略から直接侵略の単独方式に切り替える、または直接侵略から間接侵略の単独方式に切り替える転換方式の合計三種類の方式があり、第三次印パ戦争のインドやアフガニスタン侵攻のソ連などが実践した。